# Gymnophaps
Gymnophaps Salvadori, 1874 è un genere di uccelli della famiglia dei Columbidi, che comprende quattro specie note comunemente come piccioni montani.

## Descrizione
Sono piccioni di medie dimensioni. Hanno un piumaggio grigio, bianco e marrone e la pelle intorno agli occhi di colore rosso.

## Biologia

### Alimentazione
Si nutrono di frutta.

## Distribuzione e habitat
I piccioni montani vivono nelle foreste montane delle isole Molucche e nella regione della Melanesia.

## Tassonomia
Il genere Gymnophaps comprende quattro specie:
- Gymnophaps albertisii Salvadori, 1874 - piccione montano papua
- Gymnophaps mada Hartert, 1899 - piccione montano codalunga
- Gymnophaps stalkeri Ogilvie-Grant, 1911 - piccione montano di Stalker
- Gymnophaps solomonensis Mayr, 1931 - piccione montano chiaro